# دیتر هالروردن
دیتِر هالِ‍روُردن، معروف به دیدی (به آلمانی: Dieter Hallervorden) (زادهٔ ۵ سپتامبر ۱۹۳۵) هنرپیشه، کمدین و خواننده آلمانی است.
هالروردن، که متولد آلمان است، در سال ۱۹۵۸، بعد از آنکه با رژیم کمونیستِ حاکم بر آن کشور مشکل پیدا کرد، از آنجا گریخت.
در تابستان سال ۲۰۱۵، همزمان با هشتادمین سالگرد تولدش، ویدئو کلیپی همراه با آواز خود در فضای مجازی منتشر کرد و اعلام کرد که ۱۰۰ درصدِ درآمد فروش آلبومش را به پناه‌جویان اختصاص خواهد داد.
در سال ۲۰۱۴، هالروردن برای بازی در فیلم آخرین مسابقه او موفق به کسب جایزهٔ بهترین بازیگر مرد کشور آلمان شد.

## فیلم‌شناسی
نام‌هایی که در زیر می‌آیند، نام‌هایی هستند که برای نمایش در ایران انتخاب شده‌اند و ممکن است با نام‌های اصلی متفاوت باشند. دوبلهٔ تمامی فیلم‌های دیدی که در ایران پخش شده، با صدای حسین عرفانی انجام گرفته‌است.
- دیدی و جاسوس‌ها
- هری عزیز (دیدی عزیز) (۱۹۸۱)
- دیدی و ارثیه خانوادگی (۱۹۸۵)
- دیدی می‌تازد
- دیدی مشابه آقای رئیس
- در مسیر بازگشت (۲۰۱۳)
- ذهن سفید
- آخرین مسابقه او
- همه چیز بر باد رفت
- بنجامین فیله
- هزار چشم دکتر مابوزه (۱۹۶۰)
- دیدی کارشناس می‌شود